# Завод Мегомметр
ВАТ «Мегомметр» — завод України, зайнятий у галузі виробництва електроприладів. Розташований у місті Умані Черкаської області.

## Історія
«Мегомметр» було збудовано  у 1956 - 1957 рр. і введено в експлуатацію 5 березня 1957  .
Першою продукцією підприємства були трансформатори струму УТТ-5 та УТТ-6М, випуск яких розпочався у 1957 році. У 1958 році почала працювати лінія зі збирання мегомметрів М1101. В результаті успішного освоєння виробництва нового виду продукції наприкінці 1958 року бригаді комсомолки Л. М. Кучерявої заводу «Мегомметр» однією з перших на Черкащині було присвоєно почесне звання "бригада комуністичної праці"  .
1959 року почалося розширення заводу. У 1959 – 1963 роки було побудовано складальний корпус, у 1966 – 1969 роки – корпус заготівельних цехів. Також, «Мегомметр» став другим підприємством міста, оснащеним конвеєрними лініями.
У цей час завод одним із перших перейшов на нову систему планування та економічного стимулювання, що підвищило продуктивність праці. На початку 1970-х років завод став одним із найбільших підприємств міста. Виробничий план восьмої п'ятирічки (1966 – 1970 рр.) завод виконав на 180%. Конструктори заводу розробили кілька нових видів приладів (п'ять із яких отримали Державний знак якості СРСР )  .
У 1971 році завод виробляв понад 20 найменувань приладів (мегомметри, потенціометри , трансформатори та ін.). На підприємстві розпочалося впровадження автоматичної системи управління . У цьому ж 1971 робітник інструментального цеху заводу, В. І. Веселовський виконав виробничий план на 223% і увійшов до числа кращих робітників міста  .
У 1971 – 1974 роки було збудовано адміністративно-лабораторний корпус заводу, у 1973 році – прирельсову базу.
Після проголошення незалежності України , у травні 1995 року Кабінет Міністрів України ухвалив рішення про приватизацію виробничого об'єднання «Мегомметр». Надалі державне підприємство було перетворено на відкрите акціонерне товариство Уманський завод «Мегомметр» .
Пізніше підприємство було реорганізовано у приватне акціонерне товариство .

## Діяльність
Підприємство виробляє електротрансформатори та електровимірювальні прилади (мегомметри, амперметри, вольтметри та ін.).